# Lloma de Betxí
La Lloma de Betxí es un yacimiento arqueológico de la Edad del Bronce, ubicado en el municipio de Paterna (Valencia, España). Está situado sobre un cerro a 99 m s. n. m. y 30 metros sobre el talweg (el talweg, o «vaguada», es la línea que marca la parte más honda de un valle y es el camino por el que discurren las aguas de las corrientes naturales), cercano a la ribera del río Turia y próximo a la ciudad de Valencia. Se encuentra en la partida de la Vallesa de Mandor. Su cronología se sitúa entre el 1800 y el 1300 a. C. dentro de la denominada Edad del Bronce Valenciano.

## Historiografía y excavación
Las primeras noticias sobre este yacimiento se remontan a 1928 y nos llegan gracias a Nicolau Primitiu Gómez Serrano, en cuya obra ya aparece citada como poblado de la Edad del Bronce. Habrá que esperar a 1973, momento en el que La Enciclopedia de la Región Valenciana la dedica algún párrafo.
La primera excavación tuvo lugar en 1984 y fue dirigida por Helena Bonet, Joan Bernabeu y María Jesús de Pedro, bajo supervisión del SIP. Las excavaciones se sucedieron a partir de 1985 ya bajo la dirección de María Jesús de Pedro (con alguna interrupción en 1986 y 1992), y finalizaron en 2013. Los materiales recuperados son depositados en el Museo de Prehistoria y Servicio de Investigación Prehistórica de la Diputación de Valencia.

## Cronología
La cuestión de la periodización para la Edad del Bronce en la Comunidad Valenciana es compleja. La cuestión gira en torno a dos ejes geográficos: el sur vinculado a la cultura argárica y el norte dominado por el Bronce Valenciano. Para éste se consideran tres periodos: Bronce Antiguo y Pleno 1800/1700 - 1300/1200 a. C.; Bronce Tardío 1300/1200 – 1000/900 a. C. y Bronce Final 900-700 a. C. Para la Lloma de Betxí la cronología está situada entre el 1800 -1300 a. C., momento en que el poblado es abandonado. 
Las dataciones absolutas correspondientes a la construcción del gran edificio proceden de la techumbre: 3565±55 BP y 3725±60 BP, entre 1992-1846 y 2229-2045 AC; y 3645±65 BP y 3505±55 BP, entre 2143-1925 y 1914-1753 AC. Y su destrucción ha sido datada en 3440±70 BP y 3460±80 BP, 1870-1660 y 1885-1670 AC. Otras dos muestras de la Habitación III datan la preparación del suelo en 3640±70 BP, 2120-1900 AC y la caída del techo en 3500±60 BP, entre 1900-1740 AC. Nos encontramos, pues, ante una ocupación datada a lo largo del Bronce Pleno y cuyo final podemos situar en los momentos finales de este periodo sin alcanzar, al parecer, el Bronce Tardío.
Durante todo el Bronce Valenciano se observan evidencias de un claro incremento demográfico respecto a la etapa anterior. Las diferencias de ubicación, visibilidad territorial y tamaño, entre los distintos poblados son evidentes. Lo mismo sucede con las obras de acondicionamiento llevadas a cabo en distintos yacimientos, que apuntan a la existencia de ciertos elementos jerárquicos.

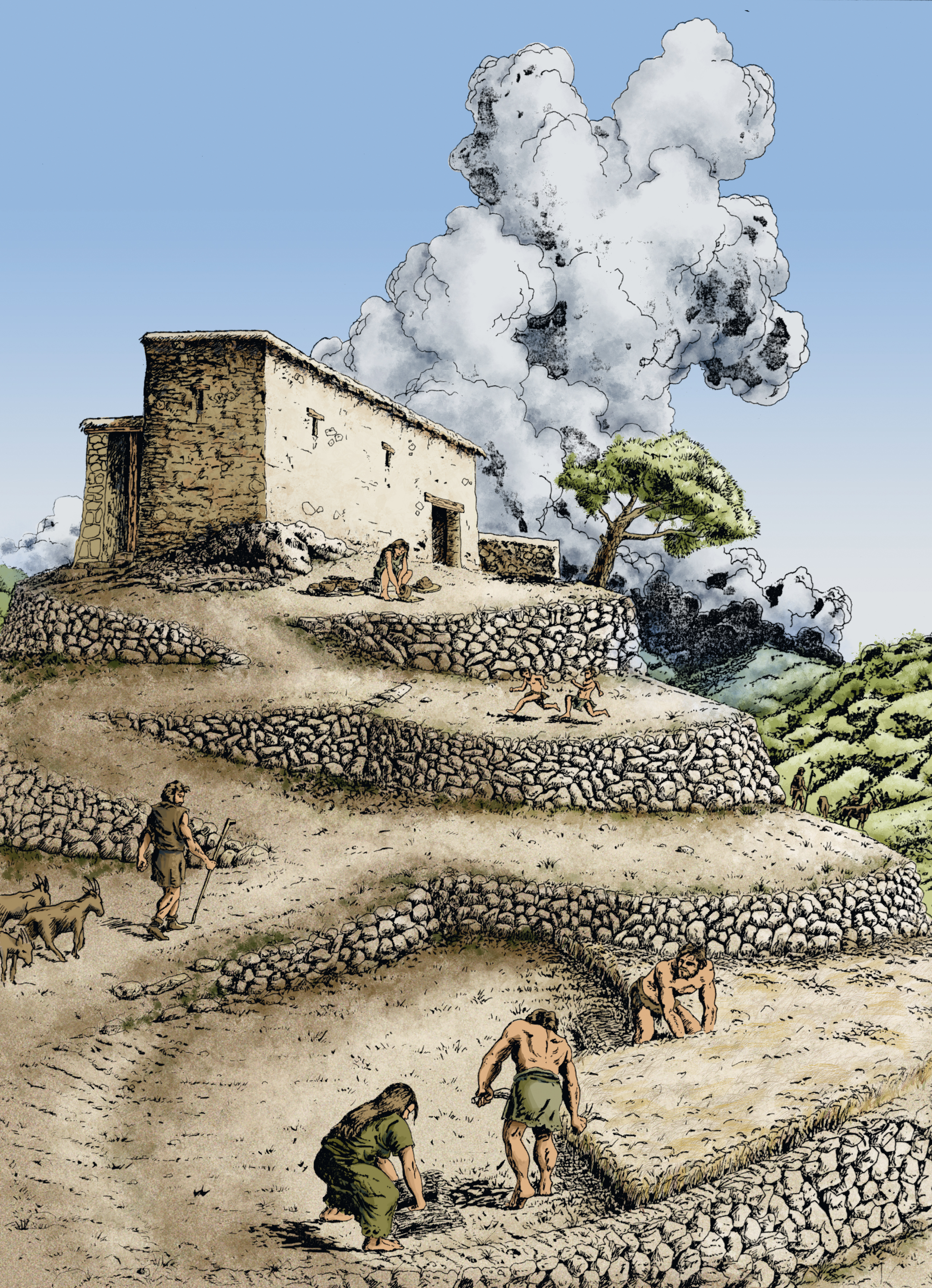
Interpretación del entorno de la Lloma de Betxí.

## Situación y entorno
El asentamiento de la Edad del Bronce se encuentra sobre una loma de poca elevación, de composición arcillo-limosa, sobre un lecho natural formado por gravas y piedras adheridas al manto rocoso que es visible en algunos puntos del cerro donde la erosión ha sido más intensa. Su orientación general es NO-SE, de forma alargada, con unas dimensiones en la parte superior de aproximadamente 50 x 20 metros y, aunque la altura media es de 89 metros, su desnivel con respecto al llano circundante es tan solo de 30 metros.
El relieve que rodea al cerro de la Lloma de Betxí, está relacionado con la orogenia alpina. Sus litologías están conformadas por bancos de areniscas fosilíferas y arcillas ocres y por calizas masivas junto con margoarcillas blancas.
El entorno inmediato presenta dos unidades distintivas. Por un lado, está el llano aluvial del río Turia al Sur, que está formado por suelos profundos que presentan una potencialidad agraria elevada. Mientras que por el otro están los relieves que enmarcan al río al Noreste, y que están formados por calizas y margas del Mioceno, con una topografía irregular, que proporcionan una capacidad de uso del suelo baja. En líneas generales, se puede afirmar que los alrededores muestran una gran capacidad para el desarrollo agrario.
Los análisis antracológicos hablan, para el Subboreal, de una flora caracterizada por vegetación termomediterránea, con carrascales, coscojares, lentiscares y tomillares y romerales, propias de estepas de sustitución. Se daría cierta variabilidad dependiendo del entorno. Mientras que en las zonas próximas al Turia existiría vegetación de Ribera, en las umbrías habría vegetación supramediterránea. El clima mostraría una estacionalidad marcada, aunque la degradación estaría más vinculada a la presión antrópica que a los rigores climáticos. Además, la existencia de fauna silvestre (ciervo o corzo), indican la presencia de bosques próximos y de unas condiciones ambientales relativamente húmedas.

## Bases de subsistencia
Durante el III y II milenio a. C.., la aparición de la metalurgia del cobre y el bronce (posteriormente), no altera las bases de la economía en tierras valencianas. Los cambios que se dan en este tránsito están asociados al desarrollo agrícola y ganadero. En la Lloma de Betxí las piezas más características halladas son aquellas ligadas al cultivo y recolección de cereales (hoces, grandes contenedores cerámicos, molinos, hornos para pan, etc.). Los cereales encontrados son principalmente cebada vestida y trigo desnudo, con predominio de la primera. También se constata la presencia de legumbres (habas, guisantes y lentejas). Otro elemento presente en el yacimiento, importante tanto para el ganado como para los humanos, son las bellotas.

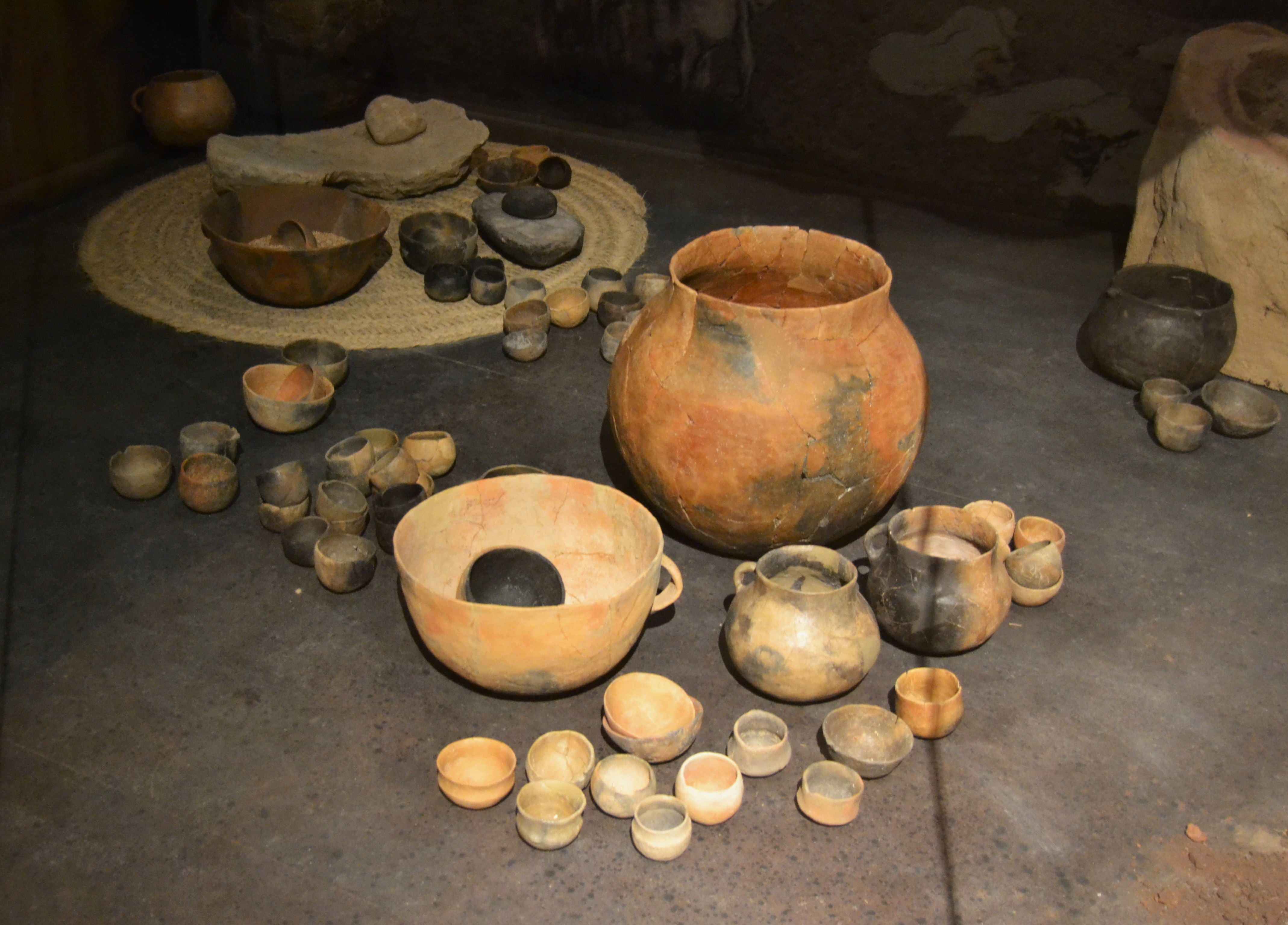
Ajuar cerámico, Lloma de Betxí.

Los restos de fauna presentes en la Lloma de Betxí, muestran el predominio de las especies domésticas: cabras y ovejas, seguidas por el buey, cerdo y perro. Esto nos habla de importantes actividades ganaderas, que durante el Bronce también permitirán la generalización del uso de los productos secundarios, así como una mayor independencia de las actividades pastoriles frente a las agrarias. Los restos de queseras y de piezas de telar, confirman el aprovechamiento lácteo y textil respectivamente. También hay abundantes restos de fauna silvestre, entre la que destaca el ciervo, por lo que la caza supondría un aporte complementario.
En la Lloma de Betxí también se ha documentado la presencia de actividades metalúrgicas, en una de las fases más recientes (área de fundición y yunque). El utillaje realizado con materias de origen animal, no mermó respecto a etapas anteriores, sino que evolucionó para responder a las necesidades producidas por unos nuevos tipos de consumo, dando lugar a la aparición de nuevos tipos de herramientas. Especialmente relevante es el hallazgo de doce botones de marfil en el interior de un cuenco, en una zona delimitada claramente como almacén. Son unos materiales exóticos que tendrían un valor especial.
Los materiales cerámicos recuperados en el edificio principal constituyen un conjunto singular de 130 vasos, entre los que se encuentran vasos carenados, ollas y orzas de gran tamaño, algunas de las cuales presentan señales de haber estado sujetas por cuerdas, cuencos, cazuelas, vasos geminados, coladores y queseras.
El estudio sedimentológico indica una modificación intencionada de la topografía del cerro, mediante la construcción de aterrazamientos y un conocimiento notable de las propiedades de los materiales, como se puede constatar en la impermeabilización de la cisterna con arcilla. La organización del espacio, los accesos complejos y la preparación del espacio, indican que se trata de una población con gran dominio de las técnicas constructivas.

## Ritual funerario

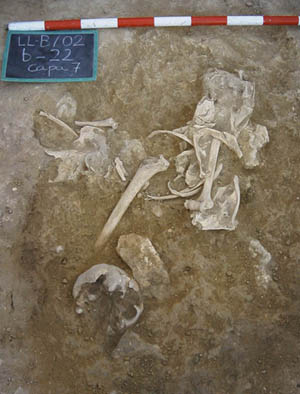
Uno de los enterramientos documentados en la Lloma de Betxí.

En la Lloma de Betxí, aparecieron dos enterramientos humanos: un individuo senil junto al esqueleto de un pequeño cánido, y otro delimitado por una estructura de piedras de forma circular, en posición fetal con piernas y brazos doblados. No obstante, en el interior se constata la presencia de restos humanos dispersos, entre los restos de fauna. La manipulación de los restos humanos, es un hecho constatado en otros contextos de la Edad del Bronce. Esto se ha venido interpretando como la existencia de un nuevo ritual funerario, frente al anterior del Horizonte Campaniforme.

## Interpretación
El yacimiento contiene un emplazamiento situado en un pequeño cerro de poca altura con un desnivel de 15 m, sobre las terrazas de la parte baja, y de 25m sobre el llano circundante. La plataforma superior aloja una construcción de dos habitaciones y un corredor lateral, con una extensión total de 3750 m², incluyendo los aterrazamientos. Las preocupaciones defensivas debieron estar en segundo plano, debido a la ausencia de murallas y a su escasa altura. El control visual es mínimo y el único poblado cercano visible, es el de Carassols, al otro lado del Turia. Por todo ello su explotación estaría relacionada con el cultivo cerealístico, en las tierras cercanas.

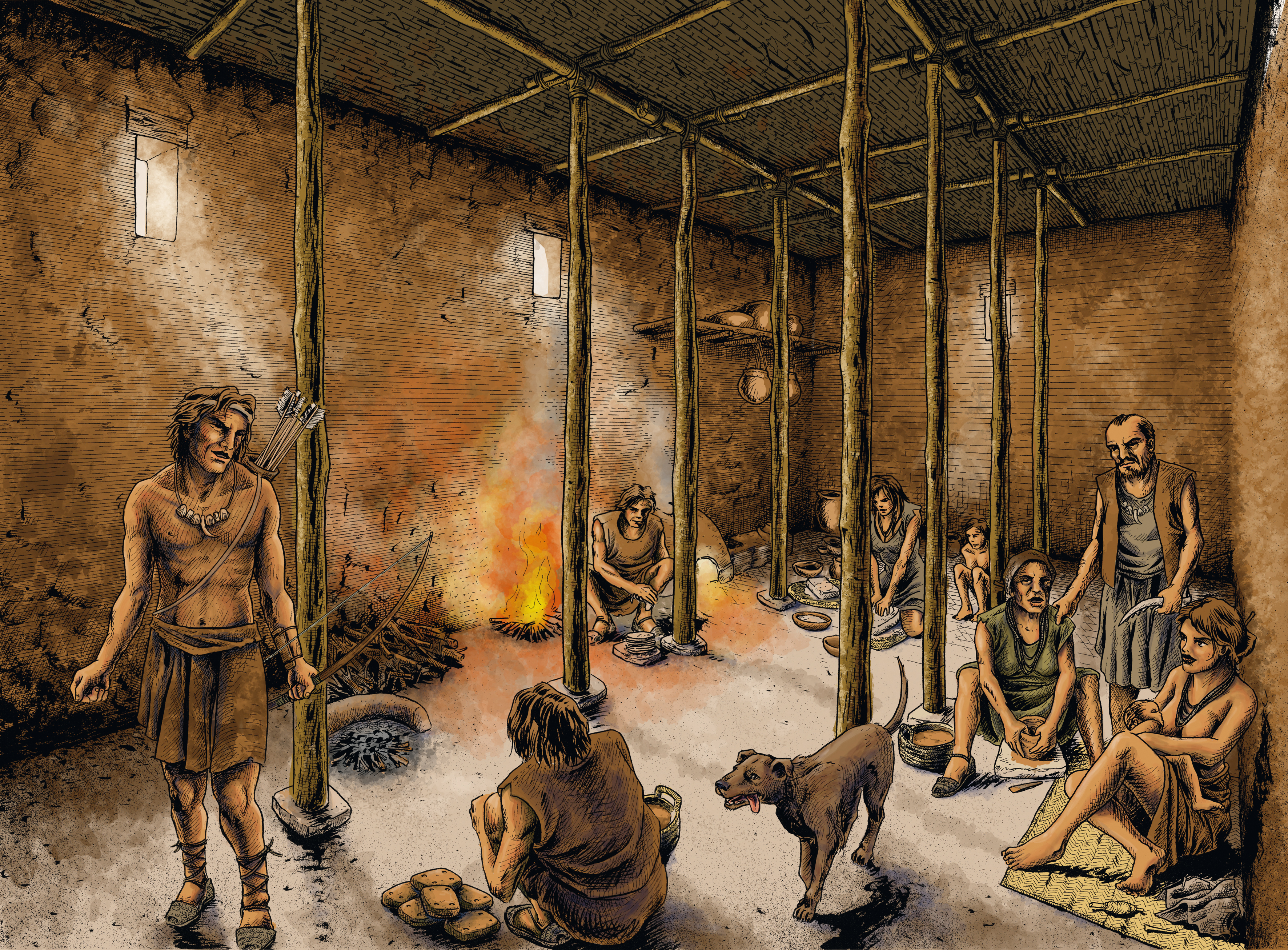
Interpretación del interior de la construcción en la Lloma de Betxí.

Su secuencia cultural es larga y abarca, basándose en el Carbono 14, desde los inicios del Bronce Antiguo y Pleno (3725 ± 60 BP y 3505 ± 55 BP) hasta los últimos siglos del II milenio a. C.
Este yacimiento ha proporcionado elementos relevantes para la interpretación de las técnicas constructivas de la Edad del Bronce. En primer lugar, se observa la presencia de un sistema complejo de aterrazamientos en la ladera, que en su parte superior están ocupados por una gran edificación compuesta por dos grandes departamentos y un pasillo lateral. La reconstrucción de las dos habitaciones superiores, a partir de la sedimentación acumulada, arroja un resultado de una altura superior a los 4m. Esto permite considerar la existencia de una planta superior o altillo, que podría utilizarse como vivienda o espacio doméstico.
El modelo de poblado recuerda al de Las Motillas del Bronce Manchego, donde en una serie de lugares se concentran las actividades económicas de una población que habita en el llano. La gran estructura central y más elevada pudieron haberse utilizado como espacio comunal, para el almacenamiento y para la realización de diversas actividades económicas y artesanales. En el registro arqueológico no se encuentran bienes de prestigio social, pero sí una gran cantidad de grano, suficiente para alimentar a un grupo reducido. El tamaño del asentamiento no parece apuntar a que se trate de un poblado relevante en un marco territorial amplio y recuerda a un pequeño caserío dedicado a la agricultura.